# Incidente Max Headroom

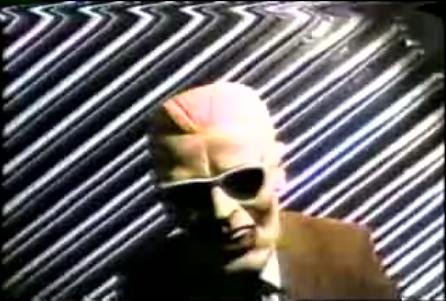
Homem vestido como Max Headroom durante a transmissão.

O Incidente Max Headroom foi quando um hijacker invadiu o sinal de duas emissoras de televisão da cidade de Chicago, Estados Unidos, a WGN-TV (Canal 9) e a WTTW (Canal 11), no dia 22 de novembro de 1987, causando repercussões nacionais. O hacker e os seus eventuais cúmplices nunca foram presos, sequer identificados. Tampouco se sabe como o sinal das emissoras de TV foi invadido, nem as motivações do hacker. Os engenheiros da WTTW supõem que o sequestro do sinal pode ter sido realizado com a operação de um transmissor de Radiofrequência nas proximidades, sobrepondo o sinal da emissora de TV.

## WGN-TV
A primeira ocorrência aconteceu durante um jornal da WGN-TV, o "The Nine O'Clock News", que estava sendo transmitido ao vivo. Durante a matéria sobre a vitória do Chicago Bears, a tela escureceu por dez segundos e logo em seguida apareceu um homem, com uma máscara do personagem Max Headroom, se movimentando em frente a um fundo metálico, similar a uma porta de supermercado. O áudio era somente chiados. O tal "Max Headroom" só parou quando a WGN-TV mudou o seu link de estúdio. Logo em seguida, o âncora de esportes, Dan Roan, disse: "Se você está surpreso com o que aconteceu, eu também estou."
O prédio inteiro da emissora foi vasculhado, para saber se alguém no lugar havia feito a invasão. Nada foi achado, então concluíram que ninguém da emissora causou o "sequestro de sinal".

## WTTW
Na mesma noite, pelas 23:15, durante a transmissão de um episódio da série de televisão britânica Doctor Who, o sinal da WTTW (Canal 11), afiliada da PBS, foi hackeado pelo mesmo indivíduo. O episódio foi interrompido por estática. Logo após, um homem não identificado utilizando uma máscara de Max Headroom e óculos escuros apareceu. Seu áudio estava distorcido, mas mesmo assim o indivíduo começa a falar frases desconexas e sem interligação.
O indivíduo afirma que é "melhor que" o especialista frequentemente chamado pela WGN, Chuck Swirsky, chamando-o de "maldito liberal". O homem, então, prossegue a gemer, gritar e rir. Em seguida, faz menção ao slogan da empresa Coca-Cola na época, "Catch the Wave" (em tradução livre, "Siga a Onda") enquanto segurava uma lata de refrigerante Pepsi. Isto foi uma maneira de satirizar o fato de que Max Headroom era o garoto-propaganda da Coca-Cola à época.
Ele descarta a lata e mostra o dedo do meio, embora o mesmo tenha aparecido parcialmente fora da tela. Ele recupera a lata de Pepsi e cantarola "your love is fading" (tradução livre: "seu amor está desaparecendo"), um dos versos da música I Know I'm Losing You, da banda The Temptations. Ele, depois começa a cantar o tema de abertura da série de televisão Clutch Cargo. Ele se interrompe para dizer "I still see the X" ("eu ainda vejo o X", em tradução livre), em referência à série, e depois continua a cantarolar.
Logo depois, ele começa a gemer dolorosamente, clamando por suas pílulas, terminando com um som de flatulência. Ele, logo após, diz que "fez uma enorme obra-prima para todos os maiores nerds jornalistas do mundo". O indivíduo levanta uma luva parecida com uma que Michael Jackson usava na época, e disse que "seu irmão estava usando a outra". Depois de a vestir, exclamou: "Mas está suja! É como se estivesse manchada com sangue!", e logo após a remove e a joga no chão.
A cena é cortada, e quando volta, o fundo metálico para de girar, o homem expõe suas nádegas para a câmera, remove a máscara (seu rosto estava fora de quadro) e a balança para a mesma, gritando: "Eles estão vindo para me pegar!". Uma mulher vestida com um uniforme de empregada francesa aparece e diz para se ajoelhar, e o insulta. A cúmplice começa a bater nas nádegas do indivíduo com um mata-mosquitos, enquanto o homem urrava. A transmissão foi cortada por alguns segundos, e logo após, a programação normal retomou. Toda a transmissão ilegal durou cerca de noventa segundos.
A WTTW afirmou mais tarde que seus engenheiros não conseguiram parar a transmissão ilegal devido ao fato de que nenhum se encontrava presente no estúdio no momento. Anders Yocom, porta-voz da emissora, afirmou que os técnicos tentaram interromper tal transmissão ilegal, mas não conseguiram, afirmando ainda por cima que quando os técnicos começaram a procurar uma solução para o problema, a transmissão tinha acabado. Fãs da série Doctor Who, que estavam gravando o episódio, conseguiram ajudar a WTTW entregando as cópias da transmissão ilegal.

## Reação após o incidente
Os dois canais de Chicago se juntaram ao HBO, que havia sofrido uma invasão há 19 meses, como vítimas de invasões de sinal. A história se popularizou, e já era assunto no dia seguinte, no CBS Evening News. Ambas as emissoras receberam ligações de telespectadores que queriam entender o que estava acontecendo. Um tempo depois, o canal 5 de Chicago (WMAQ-TV) inseriu os clipes da gravação de brincadeira, para assustar os telespectadores, durante um programa de notícias.